# Gino Bucchino
Gino Bucchino (Bivongi, 1º gennaio 1948) è un politico italiano.

## Biografia
Alle elezioni politiche del 2006 viene eletto alla Camera dei deputati nella lista de L'Unione nella circoscrizione Estero - Nord e Centro America e si iscrive al gruppo Partito Democratico-L'Ulivo.
Alle elezioni politiche del 2008 viene confermato alla Camera dei deputati nella lista del PD nella circoscrizione Estero - Nord e Centro America.
Nel febbraio 2011 denuncia pubblicamente un presunto tentativo di corruzione, dichiarando che un giovane di Rifondazione socialista gli avrebbe promesso 150.000 euro e la rielezione con la garanzia di Denis Verdini, nel caso in cui fosse passato nella maggioranza parlamentare di centrodestra sostenendo Silvio Berlusconi.